# Principes (revista)
Principes (abreviado Principes) fue una revista ilustrada con descripciones botánicas que fue editada por Palm Society en Estados Unidos. Se publicaron 42 números en los años 1956-1998, con el nombre de Principes; Journal of the (International) Palm Society. Miami, Fl, Lawrence, KS. Fue precedida por Bulletin, Palm Society. Daytona Beach.